# Iniistius pentadactylus
La cuchilla ocelada (Iniistius pentadactylus) es una especie de peces de la familia de los lábridos.

## Morfología
Con la forma del cuerpo típica de los lábridos, la longitud máxima descrita es de 25 cm. En la aleta dorsal tienen 9 espinas y 12 radios blandos, mientras que en la aleta anal tiene tres espinas y una docena de radios blandos.

## Distribución y hábitat
Es un pez marino que vive en aguas tropicales superficiales, asociado a arrecifes, en un rango de profundidad entre 2 y 30 metros. Se distribuye por todo el océano Índico incluido el mar Rojo, así como por el oeste del océano Pacífico.
Se le puede encontrar sobre los fondos de arena en las áreas cercanas a la costa, abundante a los 18 metros de profundidad, usualmente en grandes agrupaciones en la zona que sobresales de áreas de arena, con machos territoriales defendiendo su sección que tiene varias hembras. Se sumergen de cabeza bajo la arena para dormir con seguridad por la noche o para ocultarse cuando se alarman.
Se alimenta principalmente de presas de cáscara dura, incluidos los moluscos y crustáceos.